# Yeom Hye-ran
Yeom Hye-ran (염혜란?, 廉惠蘭?, Yŏm HyeranMR; Yeosu, 30 ottobre 1976) è un'attrice sudcoreana.
Ha iniziato a recitare calcando il palco del teatro della Seoul Women's University, dove ha studiato letteratura coreana, ed è successivamente entrata in una compagnia teatrale a fine anni Novanta. Nel 2003 ha fatto il suo debutto cinematografico in Memories of Murder di Bong Joon-ho, mentre quello televisivo è avvenuto nel 2016, dopo un altro decennio dedicato al teatro, nella serie Dear My Friends. Nel 2021 ha ottenuto il suo primo ruolo da protagonista nel lungometraggio Bitgwa cheol di Bae Jong-dae, per cui è stata riconosciuta come miglior attrice al Jeonju International Film Festival e ai Korea Culture Entertainment Award.

## Filmografia

### Cinema
- Memories of Murder (살인의 추억?), regia di Bong Joon-ho (2003)
- Holiday (홀리데이?), regia di Yang Yoon-ho (2006)
- Gangjeok (강적?), regia di Jo Min-ho (2006)
- Secret Sunshine (밀양?), regia di Lee Chang-dong (2007)
- Uri dongne (우리동네?), regia di Jung Gil-young (2007)
- Mubangbi dosi (무방비도시?), regia di Lee Sang-gi (2008)
- Pohwa sog-euro (포화 속으로?), regia di Lee Jae-han (2010)
- Ojik geudaeman (오직 그대만?), regia di Song Il-gon (2011)
- Haemu (해무?), regia di Shim Seong-bo (2014)
- Jangsusanghui (장수상회?), regia di Kang Je-gyu (2015)
- Joseon masulsa (조선마술사?), regia di Kim Dae-seung (2015)
- I Can Speak (아이 캔 스피크?), regia di Kim Hyun-seok (2017)
- Daejang Gim Chang-su (대장 김창수?), regia di Lee Won-tae (2017)
- Golden Slumber (골든 슬럼버?), regia di Noh Dong-seok (2018)
- Gukgabudo-ui nal (국가부도의 날?), regia di Choi Guk-hee (2018)
- Jeung-in (증인?), regia di Lee Han (2019)
- Miseongnyeon (미성년?), regia di Kim Yoon-seok (2019)
- Girl Cops (걸캅스?), regia di Jung Da-won (2019)
- Yagusonyeo (야구소녀?), regia di Choi Yoon-tae (2019)
- 82nyeonsaeng Gim Ji-yeong (82년생 김지영?), regia di Kim Do-young (2019)
- A-utsachon (이웃사촌?), regia di Lee Hwan-kyung (2020)
- Bitgwa cheol (빛과 철?), regia di Bae Jong-dae (2021)
- Saehaejeon-ya (새해전야?), regia di Hong Ji-young (2021)
- A-i (아이?), regia di Kim Hyun-taek (2021)
- Bimir-ui jeong-won (비밀의 정원?), regia di Park Sun-joo (2021)
- Nae-ir-ui gi-eok (내일의 기억?), regia di Seo Yoo-min (2021)
- Gan Ho-jung (간호중?), regia di Min Gyu-dong (2021)
- Tae-ir-i (태일이?), regia di Hong Joon-pyo (2021)
- Special Delivery (특송?), regia di Park Dae-min (2022)
- Ung-nam-i (웅남이?), regia di Park Sung-gwang (2023)
- Daljjakjigeunhae: 7510 (달짝지근해: 7510?), regia di Lee Han (2023)
- Cobweb (거미집?), regia di Kim Ji-woon (2023)
- Sonyeondeul (소년들 (2022년 영화)?), regia di Jung Ji-young (2023)
- Simindeokhui (시민덕희?), regia di Park Yeong-ju (2024)
- Amajon hwalmyeongsu (아마존 활명수?), regia di Kim Chang-joo (2024)
- No Other Choice (어쩔 수가 없다?, Eojjeol suga eopdaLR), regia di Park Chan-wook (2025)
- 84m² (84제곱미터?), regia di Kim Tae-joon e Sharon S. Park (2025)

### Televisione
- Gi-eok (기억?) – serie TV (2016)
- Dongne-ui yeong-ung (동네의 영웅?) – serie TV (2016)
- Dear My Friends (디어 마이 프렌즈?) – serie TV (2016)
- The K2 (더 케이투?) – serie TV (2016)
- Sseulsseulhago challanhasin - Dokkaebi (쓸쓸하고 찬란하神 - 도깨비?) – serie TV (2016-2017)
- 7ir-ui wangbi (7일의 왕비?) – serie TV (2017)
- Myeongbulheojeon (명불허전?) – serie TV (2017)
- Prison Playbook (슬기로운 감빵생활?) – serie TV (2017-2018)
- Sesang-eseo gajang areumda-un ibyeol (세상에서 가장 아름다운 이별?) – serie TV (2017)
- Live (라이브?) – serie TV (2018)
- Mubeop byeonhosa (무법 변호사?) – serie TV (2018)
- Life (라이프?) – serie TV (2018)
- Gungmin yeoreobun! (국민 여러분!?) – serie TV (2019)
- When the Camellia Blooms (동백꽃 필 무렵?) – serie TV (2019)
- Chocolate (초콜릿?) – serie TV (2019-2020)
- Hospital Playlist (슬기로운 의사생활?) – serie TV (2020)
- Mystic Pop-up Bar (쌍갑포차?) – serie TV (2020)
- The Uncanny Counter (경이로운 소문?) – serie TV (2020-2023)
- The Devil Judge (악마판사?) – serie TV (2021)
- La giudice (소년심판?) – serie TV (2022)
- Alchemy of Souls (환혼?) – serie TV (2022)
- The Glory (더 글로리?) – serie TV (2022)
- Mask Girl (마스크걸?) – serie TV (2023)
- Quando la vita ti dà mandarini (폭싹 속았수다?) – serie TV (2025)

## Doppiatrici Italiane
Nelle versioni in italiano delle opere in cui ha recitato, Yeom Hye-ran è stata doppiata da:
- Tiziana Avarista in The Glory[11]
- Claudia Razzi in Mask Girl[12]
- Eleonora Reti in Quando la vita ti dà mandarini